# Mycetophila splendida
Mycetophila splendida är en tvåvingeart som beskrevs av Lane 1948. Mycetophila splendida ingår i släktet Mycetophila och familjen svampmyggor. Inga underarter finns listade i Catalogue of Life.